# Observatoire de la petite sirène
Pour les articles homonymes, voir La Petite Sirène (homonymie).
L′Observatoire de la petite sirène (initialement Observatoire des discours idéologiques sur l’enfant et l’adolescent), est une association loi de 1901 française fondée en 2021. L'Observatoire est opposé à toute transition de genre pour les enfants et adolescents mineurs. 
En 2022, la parution du livre La Fabrique de l'enfant-transgenre de Céline Masson et Caroline Eliacheff, co-directrices de l'Observatoire de la petite sirène, a suscité de vives controverses.
L'Observatoire de la petite sirène est critiqué par des journalistes, des médecins s'occupant de personnes trans et des militants LGBT+. Ceux-ci dénoncent la panique morale qu'il diffuse selon eux et critiquent sa position conservatrice qui refuse l'autodétermination des mineurs trans, ainsi que sa diffusion à leur sens de désinformation sur ce sujet.

## Historique
Les trois fondatrices et co-présidentes de l'Observatoire de la petite sirène sont les Céline Masson (professeure des universités jusque là inconnue du grand public), Caroline Eliacheff (psychanalyste et chroniqueuse sur France Culture ) et Anna Cognet. Caroline Eliacheff et Céline Masson publient en février 2021 un premier « appel » via une liste de diffusion qui, selon le psychiatre Patrick Landman, rassemble « [des psychanalystes], des parents d’autistes, des psychiatres, des neuroscientifiques, des journalistes… », signé de « l'Observatoire des discours idéologiques sur l’enfant et l’adolescent ». On trouve aussi des royalistes, des militants anti-avortement et anti-PMA parmi les signataires. 
Un tiers du texte de cet appel est consacré au documentaire Petite Fille, sorti quelques mois plus tôt sur Arte, et qui décrit la transition sociale d'un enfant trans, son accompagnement et ses difficultés, notamment à l'école. La militante Maud Royer rappelle qu'au moment de la création de l'association, « Céline Masson, professeure des universités, est quasiment inconnue du grand public et n’a jamais travaillé auparavant sur les questions de genre ». 
Le 21 septembre 2021, le Collectif envoie un email aux députés examinant la proposition de loi visant à interdire les thérapies de conversion en France, afin que la notion d'identité de genre soit exclue du texte (quel que soit d'ailleurs l'âge de la personne victime) ; il justifie cette recommandation par le fait qu'une « attitudes de prudence » des professionnels vis-à-vis des enfants trans pourrait s'en retrouver criminalisée comme « visant à réprimer l’identité de genre vraie ou supposée d’une personne ». Bien que, d'après plusieurs journalistes, le collectif ait « l’oreille d’une partie du camp conservateur »,, la proposition d'exclusion de l'identité de genre n'est pas adoptée. 
L'Observatoire de la petite sirène a publié plusieurs guides, notamment un guide destiné aux professionnels de santé. Ses membres interviennent régulièrement dans les médias en France, contribuant « à faire de la transition des enfants et des adolescents un sujet d'actualité récurrent ». En janvier 2022, Céline Masson et Caroline Eliacheff publient le livre La Fabrique de l'enfant trans-genre. La sortie de cet essai est suivie d'une campagne de communication dans de nombreux médias. Les autrices sont interviewées dans des médias français, mais étendent également leur discours dans d'autres pays francophones comme la Belgique. En juillet 2022, deux tribunes signées par plusieurs centaines de professionnels de santé sont publiés par L'Express et La Libre Belgique pour demander des études sur les mineurs transgenres, signe de la diffusion des idées de l'Observatoire au delà de la France.
En mars 2024, le média Les Jours révèle que le rapport sénatorial du groupe Les Républicains sur « La transidentification des mineurs » utilisé pour justifier une proposition de loi interdisant toute forme de transition médicale pour les mineurs trans a été rédigé par Caroline Eliacheff et Céline Masson. L'enquête montre aussi que ces dernières ont présidé l'ensemble des entretiens, et que certains des experts interrogés estimaient que leur parole avait été déformée. L'information est ensuite reprise par Mediapart en mai 2024.
La création de l'Observatoire de la petite sirène s'inscrit dans un mouvement plus large, en France et dans le monde, de médiatisation des questions liées à la transidentité, et de l'émergence dans le débat public de mouvements opposés aux droits des personnes transgenres, comme le note le sociologue Éric Fassin. Parmi ces mouvements, des féministes opposées à la reconnaissance des femmes trans ou TERF acronyme de Trans-exclusionary radical feminist (« Féministe radicale excluant les personnes trans » en anglais).

## Prises de position

### Transidentité chez les mineurs
S'intéressant tout particulièrement aux questions de la dysphorie de genre, l'Observatoire recommande l'interdiction de toute intervention médicale et chirurgicale chez les mineurs trans et dénonce à ce sujet l'influence d'un « lobbying trans »[source insuffisante], positions qui lui valent des accusations répétées de transphobie.
En janvier 2022, dans un essai intitulé La Fabrique de l'enfant transgenre et dans un article, Caroline Eliacheff et Céline Masson, observant une « augmentation des cas d’enfants voulant changer de genre », alertent sur ce qu’elles estiment être des dérives du « transgenrisme » chez les mineurs, un phénomène de « contagion sociale » selon elles « influencé par le discours de militants trans », qu'elles assimilent à un « embrigadement idéologique ». Ces déclarations sont jugées « transphobes » par des activistes.
Pour Eliacheff, la plupart des enfants ou adolescents qui se perçoivent comme du genre opposé à celui qui leur a été assigné à la naissance ne seraient en réalité pas transgenres.
L'Observatoire met en avant l'argument de la protection des enfants pour s'opposer à toute transition de genre chez les mineurs.
Dans La Fabrique de l'enfant transgenre, les autrices reprennent à leur compte la théorie de Lisa Littman sur la dysphorie de genre à apparition rapide, et rejettent les critiques de ce concept, estimant qu'elles émanent de militants. Le livre consacre un chapitre au film Petite Fille, et revient également sur le Gender Identity Development Service de la clinique Tavistock de Londres, qui offre des soins aux mineurs transgenres (notamment des bloqueurs de puberté).

### Éducation sexuelle
En septembre 2023, lors des manifestations qui ont eu lieu en Fédération Wallonie-Bruxelles contre le guide d'éducation à la vie relationnelle, affective et sexuelle (EVRAS), la Radio-télévision belge de la Communauté française (RTBF) publie une enquête concluant à des rapprochements entre ses différents acteurs, pour les associer dans un même courant conservateur. Dans ce contexte, elle mentionne que la codirectrice de l'Observatoire Sophie Dechêne a accordé une interview à Sud Radio, cette radio étant qualifiée de « très influencée par les idées complotistes et d’extrême droite », et remarque que l'avocat de l'observatoire, Aymeric de Lamotte, fut candidat sur « une liste classée à la droite radicale ». Plusieurs journalistes remarquent aussi que ces manifestations fédèrent l'extrême droite et des conservateurs religieux, entre autres musulmans, avec lesquels l'Observatoire partage des positions critiques vis-à-vis de l'éducation sexuelle,,,.

### Heurts avec le mouvement LGBT+
En novembre 2022, après avoir été alertée par des militants et activistes LGBT, la mairie de Paris-Centre annule un colloque dédié aux « nouveaux enjeux des parents », organisé par la section française de la WIZO pour la Journée internationale des droits de l'enfant, au cours duquel Caroline Eliacheff et Céline Masson devaient intervenir.
Le 15 décembre 2022, alors que Céline Masson et Caroline Eliacheff tenaient une conférence au Café Laïque à Bruxelles, une vingtaine d'individus masqués (qualifiés[Par qui ?] de « transactivistes ») sont intervenus pour perturber et interrompre la séance, vandalisant le local, projetant des excréments sur les participants, qualifiant les organisateurs de transphobes et racistes, mais ont refusé de s'exprimer et débattre. Dans l'hebdomadaire satirique Charlie Hebdo en date du 28 décembre 2022, Gérard Biard commence son article intitulé « Le meilleur des mondes trans » en annonçant que « La croisade des militants trans contre Caroline Eliacheff et Céline Masson continue. Impossible pour ces pédopsychiatres et psychanalystes de venir parler publiquement de leur livre La Fabrique de l’enfant-transgenre (Éditions de l’Observatoire) »,. Le journaliste souligne comment « chaque débat, chaque conférence engendre une avalanche d’insultes et de menaces sur les réseaux sociaux, avec à la clé, trop souvent, l’annulation pure et simple ». Il considère cependant que le 15 décembre, un palier a été franchi au moment de leur intervention au Café Laïque de Bruxelles, et il cite L'Express du 19 décembre, où une cinquantaine d’universitaires et d’intellectuels, dans une tribune, dénoncent cette attaque jusqu'à prononcer le mot « fascisme ». Biard, trouvant que le mot, cette fois, n'était pas « usurpé », rappelle qu'effectivement « balancer de la merde sur les communistes faisait partie des jeux favoris des fascistes italiens ».
En septembre 2023, la branche belge de l'association est intervenue avec le groupe belge Innocence en danger dans le cadre des controverses qui ont eu lieu en Fédération Wallonie-Bruxelles au sujet du guide EVRAS, destiné aux professionnels de l'enseignement pour en faire modifier certains points relatifs aux questions de genre et de transidentité. Sophie Dechêne, alors co-directrice de la branche belge de l'Observatoire, a selon la Radio-télévision belge de la Communauté française (RTBF) joué un rôle déterminant dans ces débats.

## Critiques

### Positionnement jugé conservateur et transphobe
Mediapart a publié une enquête de Rozenn Le Carboulec, qui qualifie les positions du collectif de conservatrices ; le quotidien déclare que Caroline Eliacheff et Céline Masson, dans leur livre, « récusent la transphobie, tout en refusant l'autodétermination aux personnes trans », et reprennent l'hypothèse controversée de la dysphorie de genre à apparition rapide.
Rozenn Le Carboulec indique que les membres fondatrices de l'Observatoire de la petite sirène se sont opposées au Pacs en 1999 et que certaines, dont Olivia Sarton, sont proches de La Manif pour Tous, qui s'est opposé en 2013 au mariage entre personnes de même sexe en France. L'historienne Laure Murat y voit une continuité de leur engagement idéologique, dans la création d'une panique morale visant à préserver « la différence des sexes et l'ordre symbolique comme un horizon indépassable ». Seules les personnes visées changent : dix ans auparavant, il s'agissait des homosexuels tandis qu'à présent, ce sont les personnes trans. Le sociologue Éric Fassin partage cette analyse. L'argument de la « protection de l'enfant », mobilisé par l'Observatoire, a aussi été utilisé historiquement pour refuser des droits aux couples homosexuels, comme le mariage ou la procréation médicalement assistée.
Selon la juriste bioéthicienne et militante québécoise des droits des personnes transgenres Florence Ashley, l'Observatoire fait partie des « groupuscules conservateurs dans la continuité des organisations anti-droits des personnes homosexuelles et anti-genre du début des années 2010. » Pour le philosophe Paul B. Preciado, les prises de position médiatiques et l'influence politique de l'Observatoire s'inscrivent dans un « assaut » contre les droits des personnes trans et visant à conserver les « privilèges […] sexuels et de genre ».
Pour le psychiatre Serge Hefez, le positionnement de l'Observatoire revient à considérer la transidentité comme une maladie mentale qu'il faudrait guérir. Il voit dans cet argument « une thérapie de conversion qui ne dit pas son nom ». Éric Fassin estime que les positions contre les transitions de genre chez les mineurs révèlent en creux une peur de la part du corps médical de ne plus avoir le contrôle sur les personnes trans. En 2019, l'Organisation mondiale de la santé a en effet retiré la transidentité de la classification internationale des maladies.

### Accusation de désinformation
Plusieurs professionnels de santé intervenant auprès de mineurs transgenres en France qualifient de « désinformation » les positions de l'Observatoire et de ses deux principales autrices. Ils précisent aux Jours, à têtu et à Mediapart que leurs interventions ne comportent jamais de prescriptions de bloqueurs de puberté avant la puberté, ni de modifications corporelles avant 16 ans, seules les torsoplasties (concernant une part très faible des adolescents trans) étant autorisées avant la majorité,,. Ces professionnels témoignent que le parcours de transition laisse de multiples possibilités aux mineurs de déterminer le genre dont ils se sentent proches, et d'être informés de l'aspect irréversible des modifications corporelles. L'article de Mediapart a fait l'objet d'un droit de réponse de Caroline Eliacheff et Céline Masson, qui, l'estimant biaisé, soutiennent que leurs références bibliographiques sont « incontournables », citant la controversée Lisa Littman, l'également critiquée Abigail Schrier, et un communiqué de l’Académie de médecine française du 25 février 2022 qui s'appuie également sur l'étude (depuis réfutée) de Lisa Littman,.
D'après le journaliste Marc Belpois dans Télérama, l'Observatoire diffuse une « panique morale face à l’explosion des demandes de consultation dans les centres spécialisés. »
En mars 2024, le journaliste Elie Hervé revèle dans le média Les Jours que l'Observatoire a rédigé un rapport pour le groupe sénatorial LR, sous la direction de Jacqueline Eustache-Brinio, en déformant les propos des personnes interrogées. Ce rapport donnera lieu à une proposition de loi qui veut interdire les transitions aux mineurs trans. Elle a été adoptée en première lecture le 28 mai 2024. 
D'après la RTBF, Sophie Dechêne a répondu en décembre 2022 à une interview sur RTL à propos du guide Evras et y « déverse, pour la première fois vers un large public, plusieurs éléments de désinformation qui ne disparaîtront jamais ».
L'AJL, l'association des journalistes LGBTQI+ a aussi fait une enquête et démontré que les membres de l'Observatoire interviennent plus souvent dans les médias pour parler de transidentité que les personnes trans elles-mêmes, qui se retrouvent ainsi « invisibilisées » ou utilisées pour tenter de créer une panique morale.

### Smaïn Laacher
À l'été 2022, Karine Espineira démissionne du conseil scientifique de la Dilcrah pour dénoncer sa présidence par un membre du conseil scientifique de l’Observatoire de la petite sirène, le sociologue Smaïn Laacher.
La Dilcrah, interpellée par neuf associations LGBT au sujet d'une possible promotion des thérapies de conversion dans un guide diffusé par ce collectif, fait savoir en juillet 2022 que Smaïn Laacher démissionne du conseil scientifique de l'Observatoire de la petite sirène. Ce dernier, dans un droit de réponse à une lettre ouverte cosignée par plusieurs enseignants de l'université de Picardie Jules-Verne, précise qu'il n’y a « aucune relation, d’aucune sorte », avec la tribune évoquée et confirme sa démission du conseil scientifique de l’Observatoire.

### Attribution de la bourse Marcelle Blum

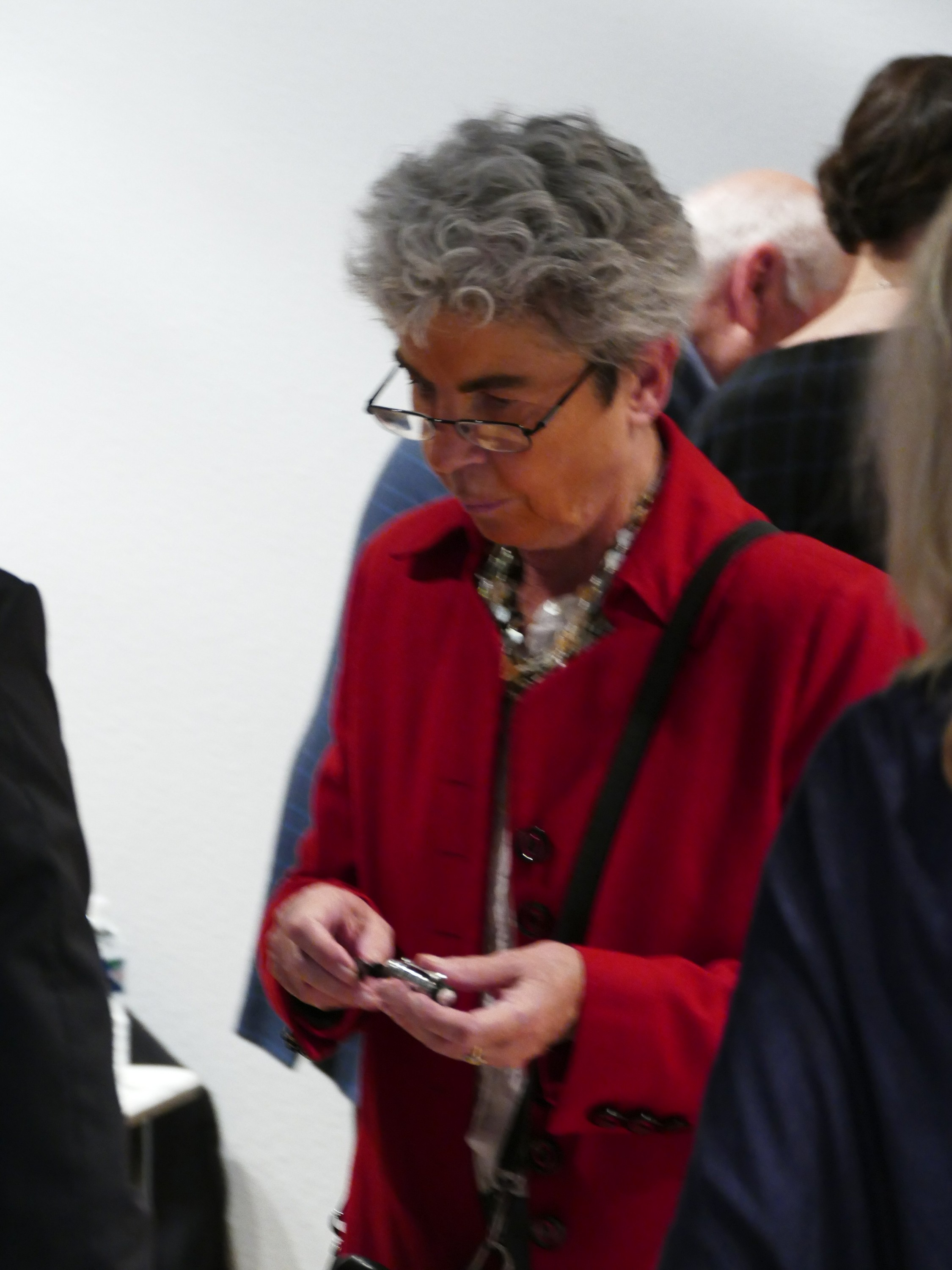
Chantal Delsol

Le 13 novembre 2023, lors de sa séance annuelle de rentrée et en présence des anciens premiers ministres Édouard Balladur et Lionel Jospin, l'Académie des sciences morales et politiques attribue à la chercheure Céline Masson, membre du Centre d’Histoire des Sociétés, des Sciences et des Conflits (CHSSC) à l'Université de Picardie, la bourse Marcelle Blum destinée « à récompenser des travaux de psychologie féminine, au titre de co-directrice, avec Caroline Eliacheff, de l’Observatoire de la Petite Sirène ».
Une enquête de Rozenn Le Carboulec publiée par la suite dans Mediapart pointe les irrégularités dans l'attribution de cette bourse à Céline Masson et Caroline Eliacheff, notamment le conflit d’intérêt de Chantal Delsol, membre de la section philosophie à l'Académie des Sciences morales et politiques et signataire de plusieurs tribunes et manifestes poussés par l'Observatoire.